# Dörnberg
Dörnberg je obec v zemském okresu Rýn-Lahn ve spolkové zemi Porýní-Falc v západním Německu. Nachází se na východě spolkové země, v blízkosti řek Lahn a Rýn. Leží nedaleko hranic s Hesenskem. Na konci roku 2020 zde žilo 479 obyvatel.

## Náboženství
Dörnberg je přiřazen k římskokatolické farnosti sv. Bonifáce v Holzappelu.

## Politika

### Obecní zastupitelstvo
Obecní zastupitelstvo v Dörnbergu se skládá z osmi členů rady, kteří byli zvoleni většinou hlasů v komunálních volbách 26. května 2019, a čestného starosty jako předsedy. Do roku 2009 se zastupitelstvo obce skládalo z dvanácti zastupitelů.

### Starosta
Starosta Dörnbergu je Heiko Hoffmann. V přímé volbě 26. května 2019 byl zvolen 66,8 % hlasů, čímž se stal nástupcem Norberta Mencha, který se v místní politice angažoval přes 30 let.

## Památky
Kostel v Dörnbergu byl postaven v letech 1739 až 1741. Nahradil starší kapli, která byla poprvé zmíněna v roce 1544 a patřila k faře v Estenu (dnes Holzappel). V roce 1862 dostal kostel nové varhany s jedenácti rejstříky, které postavil varhanář Johann Daniel Buderus. Tyto varhany byly zničeny úderem blesku v roce 1911.

## Doprava
Obec Dörnberg leží na B 417, která prochází okresy Hütte a Kalkofen. Nejbližšími vlakovými nádražími jsou Montabaur a Limburg Süd.

## Osobnosti
- Karl Veidt (1879–1946), teolog a politik, narozen v Dörnbergu

- Jutta Reissová, (* 1963), výtvarná umělkyně, žijící v Dörnbergu